# The Bridge of San Luis Rey (1944)
The Bridge of San Luis Rey ist ein US-amerikanisches Filmdrama von Rowland V. Lee aus dem Jahr 1944. In den Hauptrollen sind Lynn Bari, Akim Tamiroff und Francis Lederer zu sehen, in tragenden Rollen Alla Nazimova, Louis Calhern und Donald Woods.
Das von Howard Estabrook und Herman Weissman adaptierte Stück, auf dem das Drehbuch beruht, geht zurück auf Thornton Wilders mit dem Pulitzer-Preis ausgezeichneten Roman Die Brücke von San Luis Rey, der erstmals 1927 in New York veröffentlicht wurde.
Der Film erhielt eine Oscarnominierung in der Kategorie „Beste Filmmusik“.

## Handlung
Wir schreiben das Jahr 1774, als in Peru eine wacklige Hängebrücke einstürzt, die es möglich machte, die Schlucht zu überqueren, um zur Kapelle von San Luis Rey zu gelangen. Der Einsturz riss fünf Menschen in den Tod. Der Geistliche der Kapelle, Bruder Juniper, ist tief betroffen von der Katastrophe und will herausfinden, warum ein solches Schicksal gerade diese fünf Menschen ereilt hat.
Im Zuge seiner Ermittlungen besucht Bruder Juniper Onkel Pio, einen Theaterunternehmer, der mit seinen Vorführungen den Puls des Volkes trifft. Als Juniper Pio nach der beliebten peruanischen Schauspielerin Micaela Villegas fragt, schwärmt Pio ihm davon vor, wie es war, als er sie zum ersten Mal in den Straßen von Lima gesehen habe. Juniper erfährt, dass Micaela, die mit dem abenteuerlustigen Manuel zusammen ist, damit zu kämpfen hat, dass ihr dessen Zwillingsbruder Esteban mit Hass begegnet, da er sich ausgeschlossen fühlte. Manuel hatte Micaela gebeten, auf ihn zu warten, als er sich entschloss gen Spanien zu segeln. Er, Pio, habe sich dann um Micaela gekümmert und sie in Schauspiel und Tanz unterrichtet. Unter seiner Leitung sei sie schnell zum Star seines Theaters aufgestiegen. Nachdem Don Andre, der Vizekönig, sie in einer Vorstellung gesehen habe, sei er begeistert von Micaela gewesen und habe sie in seinen Palast eingeladen. In der Nacht der Einladung sei Manuel jedoch von seiner Schiffsreise zurückgekehrt und Micaela habe die Audienz Audienz sein lassen und die Nacht lieber mit Manuel verbracht. Dieser habe dennoch eifersüchtig reagiert und Micaela vor dem Vizekönig und den Adligen allgemein gewarnt. Die ohnehin bestehenden Spannungen zwischen den Brüdern hätten sich weiter verschärft, als Manuel festgestellt habe, dass Esteban Briefe Micaelas an ihn unterschlagen habe. Als Estebans Entschuldigung von Manuel nicht angenommen worden sei, habe dieser versucht, sich aufzuhängen. Zum Glück habe Manuel ihn rechtzeitig gefunden und sich dann aufopferungsvoll um seinen Bruder gekümmert. Als es Esteban dann wieder gut gegangen sei, sei der unstete Manuel erneut zu einer Weltreise aufgebrochen. Einer erneuten Einladung des Vizekönigs habe Micaela sich dann gebeugt. Die ebenfalls im Palast lebende Marquesa Doña Maria habe jedoch beschlossen, Micaela zu vernichten, da sie den Vizekönig für ihre Tochter vorgesehen habe. Sie sei dann sehr raffiniert vorgegangen. Als die Adligen Micaela herablassend behandelt hätten, habe sie ihr beigestanden und so das Vertrauen der jungen Frau gewonnen. Der Vizekönig habe dann offensiv um Micaela geworben.
Pio beendet seine Ausführungen und Juniper begibt sich zur Äbtissin, um von ihr Näheres über die Marquesa zu erfahren. Die Äbtissin erzählt ihm, dass die Tochter der Marquesa, um den Plänen ihrer Mutter zu entgehen, nach Spanien geflohen sei und dort einen jungen Adligen geheiratet habe. Die einsame Marquesa habe sie dann um Hilfe gebeten, woraufhin sie ihr die Waise Pepita, ein sanftes junges Mädchen, vermittelt habe, die von ihr jedoch nicht gut behandelt worden sei.
Wieder bei Pio erfährt Juniper, dass der Vizekönig Micaela glaubhaft versichert habe, dass sein Interesse an ihr ernsthaft sei. Esteban habe Micaela jedoch einen Brief vorgelegt aus dem hervorgegangen sei, dass die Marquesa und weitere Adelige sich gegen sie verschworen hätten. Micaela habe dann ihn, Pio, um einen Rat gebeten, woraufhin er ein Lied für sie komponiert habe, das sie bei einer Veranstaltung im Palast vorgetragen habe. Der beleidigende Text über eine alte Krähe habe für große Verärgerung gesorgt. Der Vizekönig sei wütend gewesen und habe Micaela befohlen, sich bei der Marquesa in schwarzer Büßerkleidung zu entschuldigen. Diese öffentliche Demütigung habe Micaela zwar sehr gekränkt, sie sei der Aufforderung aber nachgekommen. Die Marquesa habe die Großmut dieser Geste anerkannt und ihr gedankt. In dieser Nacht sei Manuel zurückgekehrt, der es inzwischen zum Kapitän gebracht und Micaela gebeten habe, mit ihm zu gehen. In der Folge sei es zu einer Konfrontation zwischen dem Vizekönig und Manuel gekommen, die mit dessen Verhaftung geendet habe. Sie habe ihn, Pio, dann gebeten, ihr dabei zu helfen, Manuel aus dem Gefängnis freizubekommen, was auch gelungen sei. Während Micaela und der Vizekönig nach San Luis Rey unterwegs gewesen seien, habe der Vizekönig von der Flucht erfahren und auf seinen, Pios Rat hin, eine Begnadigung unterschrieben, um sicherzustellen, dass Manuel nicht zum Märtyrer werde. Er selbst habe die Begnadigung dann Manuel überbracht, der sich an der Brücke von San Luis Rey hinter den Felsen versteckt gehalten habe. Gemeinsam habe man beobachtet, wie ein Mestize, die Marquesa, Pepita, Esteban und der königliche Adjutant Don Gonzalo die Brücke betreten hätten. Manuel habe dann Micaela entdeckt und kurz mit ihr gesprochen. Als sie gerade einen Fuß auf die Brücke gesetzt habe, sei diese in der Mitte zerborsten und habe die auf ihr befindlichen Menschen in den Tod gerissen. Im letzten Moment habe Manuel Micaela, die sich an die herabhängenden Strohmatten der Brücke geklammert habe, hinaufziehen und retten können.

## Produktion

### Vorproduktion, Dreharbeiten
Es handelt sich um eine Benedict Bogeaus Produktion im Vertrieb von United Artists. Der Vorspann des Films verweist ausdrücklich auf Thornton Wilders mit dem Pulitzer-Preis ausgezeichneten Roman. Laut einem Artikel in der New York Times soll Benedict Bogeaus, ein ehemaliger Geschäftsmann aus Chicago, 50.000 Dollar für die Rechte an dem Werk bezahlt haben. Laut der Fachzeitschrift der Filmindustrie The Hollywood Reporter verhandelte Bogeaus mit Rouben Mamoulian und Fritz Lang, die er gern als Regisseur gehabt hätte. Pola Negri und Margo schwebten ihm als zwei der Hauptdarsteller in der Produktion vor, die er ursprünglich in Technicolor drehen wollte. Laut Hollywood Reporter wurde Philip Tannura als Kameramann angekündigt, was sich jedoch nicht bestätigte. In der Los Angeles Times wurde darauf verwiesen, dass Reynaldo Luza, der als technischer Berater und Kostümdesigner fungierte, ein gefeierter peruanischer Künstler sei. Nazimova, eine US-amerikanische Schauspielerin russischer Herkunft, galt auf der Bühne als die bedeutendste Ibsen-Darstellerin ihrer Zeit. Dies war ihre letzte bedeutende Rolle in einem Film, danach drehte sie nur noch das Filmdrama Als du Abschied nahmst.
Die Dreharbeiten erstreckten sich über den Zeitraum Mitte September bis Anfang November 1943, zusätzlich weiterer Szenen, die ab dem 10. November 1943 gedreht wurden.

### Musik
- Poor Poor Mama von Dimitri Tiomkin und Frederick Herbert
- The Devil Will Get You von Dimitri Tiomkin und Fredrick Herbert

### Vorlage

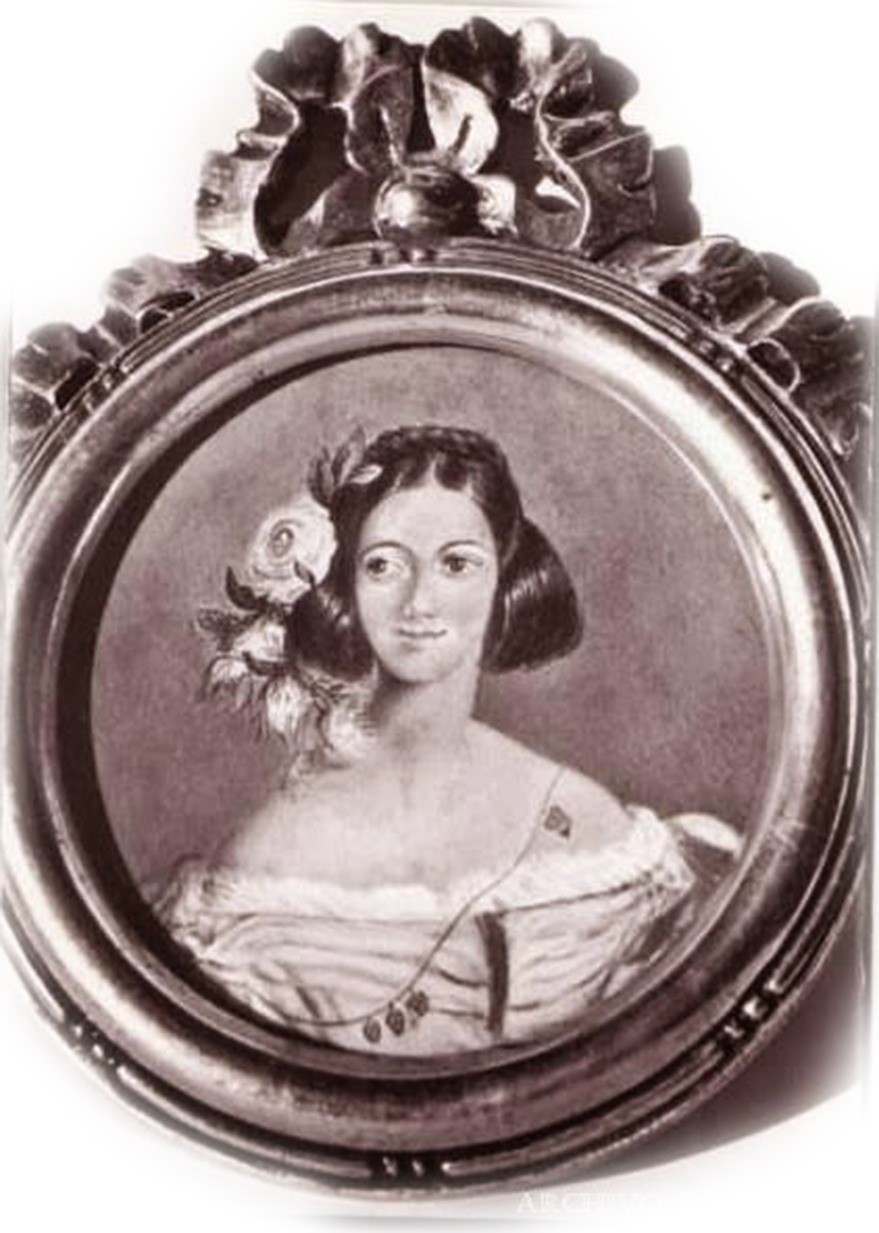
Angebliches Porträt von La Perricholi auf einem Medaillon

Es gab einige gravierende Abweichungen von Wilders Roman, der vom Time Magazine zu den besten 100 englischsprachigen Romanen, die zwischen 1913 und 2005 veröffentlicht wurde, zählt. Laut Thornton Wilder diente ihm das einaktige Drama Le Carrosse du Saint-Sacrement von Prosper Mérimée als Vorlage, in dessen Mittelpunkt ebenfalls die zentrale philosophische Frage steht, ob unser Leben und Tod vom Schicksal oder vom Zufall bestimmt wird. Kann man nachträglich eine Erklärung dafür finden, ob etwas vorbestimmt war oder beginnt und endet unser Leben in absoluter Unverbindlichkeit? Das versucht Bruder Juniper zu ergründen, indem er sich die Frage stellt, ob es einen Gott gibt, der über unseren Lebensweg entscheidet, oder sich unser Leben unabhängig von jemandem vollzieht, der uns übergeordnet ist.
Letztendlich muss Bruder Juniper sich eingestehen, dass es ihm nicht gelungen ist, den Nachweis dafür zu erbringen, dass eine übernatürliche Ordnung vorhanden ist. Die Lebensläufe der fünf Verunglückten überschneiden sich teils zwar, bilden aber doch jeweils ein unabhängiges Ganzes. Dass sie quasi im selben Moment aufgehört haben zu existieren, dürfte dem Zufall geschuldet sein.

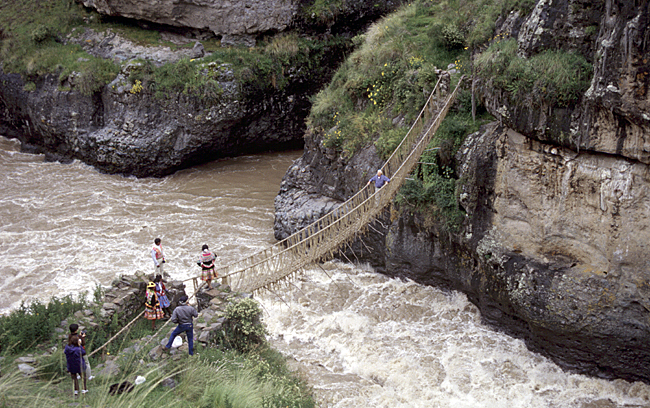
Hängebrücke Q’iswachaka der Inkas, ähnlich der, die im Film eine entscheidende Rolle spielt

Vorlage und Film haben zwei historische Persönlichkeiten in die Handlung integriert, einmal Manuel de Amat y Juniet, der von 1761 bis 1775 Vizekönig von Peru war, sowie dessen Maitresse, die Schauspielerin und Sängerin La Perricholi, deren bürgerlicher Name Micaela Villegas (1748–1819) war. Jacques Offenbach machte sie zur Titelheldin seiner Operette La Périchole.  Als Vorbild diente sowohl Merimée wie auch Wilder die um 1350 von den Inkas errichtete Brücke über den Río Apurímac.
Im Buch befinden sich die Marquesa, Pepita, Esteban, Onkel Pio und Jaime, Micaelas Sohn, auf der Brücke, als sie 1714 (!) einstürzt. Manuel starb bereits zuvor an einer Blutvergiftung, das war im Buch der Grund für den Selbstmordversuch seines Bruders Esteban. Die schöne Camila Perichole, wie sie im Buch heißt, erkrankte an Pocken und zog sich, verunstaltet von Narben, in die Berge zurück. Onkel Pio, der Camilas Sohn zu seiner Mutter bringen wollte, befand sich mit dem Kind gerade auf der Brücke, als diese einstürzte. Jaime war eines der drei Kinder, die Camila mit dem Vizekönig hatte.
Anders als im Film, kann Onkel Pio daher gar nicht der Haupterzähler der Vorgänge sein. Bruder Juniper verbrachte vielmehr Jahre damit Fakten zusammenzutragen, indem er mit Familienangehörigen und Freunden der Opfer sprach und alles notierte. In einem Buch fasste er seine Ergebnisse dann zusammen. Seine Zweifel an der Allgewalt der katholischen Kirche und des Königreichs wurden Juniper dann auch zum Verhängnis. Die Inquisition verurteilte ihn als Ketzer, der samt seinen Schriften, bis auf eine, die übersehen wurde, auf dem Scheiterhaufen verbrannt wurde. Auf den letzten Seiten des Romans erfahren wir zudem, dass Camila (Micaela) nach Lima zurückkehrte, um die Äbtissin zu unterstützen und dass auch Doña Marías Tochter Clara die Äbtissin besuchte. Clara ist es dann auch, die die am Ende des Romans oft zitierten Zeilen spricht: „Da ist ein Land der Lebenden und ein Land der Toten, und die Brücke zwischen ihnen ist die Liebe – das einzig Bleibende, der einzige Sinn.“

### Erstveröffentlichung, Filmlänge
Der Film hatte in den Vereinigten Staaten am 11. Februar 1944 Premiere, am 3. März 1944 lief er in New York und weiteren Städten des Landes an. In Mexiko wurde er im August 1944 veröffentlicht und in Australien im November 1944. Im Januar 1945 war er erstmals in Schweden zu sehen, im März 1945 in Portugal und im Dezember 1950 in Japan. Weitere Veröffentlichungen erfolgten in Brasilien, Griechenland, Italien, Spanien und Venezuela.
Motion Picture Herald und Variety Reviews gaben die Laufzeit des Films mit 107 Minuten an, andere Quellen mit 90 respektive 87 Minuten.

## Kritik
Stephanie Thames schrieb bei Turner Classic Movies, die Nazimova habe immer noch eine Kraft, mit der man rechnen müsse. So sei es ihr gelungen, Lynn Bari, die eine führende Position in B-Movies und hier die Hauptrolle innehabe, die Show zu stehlen und in den Schatten zu stellen.
In der New York Times hieß es, der Film sei schwerfällig und langatmig und verhöhne in gewisser Weise das Original.
Der Movie & Video Guide schrieb: „Thornton Wilder’s moody, unusual story of five people meeting doom on a rickety bridge makes a slow moving film“ („Thornton Wilders schwermütige, ungewöhnliche Geschichte von fünf Menschen, denen auf einer klapprigen Brücke das Schicksal schlägt, ergibt einen sich dahinschleppenden Film“).
Halliwell’s Film Guide charakterisierte den Film wie folgt: „An intriguing novel is turned into tedious film drama, with actors, director, scenarist and production designer all making heavy weather“ („Aus einem faszinierenden Roman wird ein langweiliges Filmdrama, mit Schauspielern, einem Regisseur, einem Szenaristen und Filmarchitekten, die allesamt schlechtes Wetter verursachen“).
Variety (1944) hingegen meinte: „As a remake for present-day audiences, up to their ears in war news, this picture will be a welcome divertissement“ („Diese Neuverfilmung bietet dem mit Kriegsnachrichten gebeutelten Publikum eine willkommene Abwechslung“).

## Auszeichnung
Oscarverleihung 1945
- Nominierter: Dimitri Tiomkin in der Kategorie „Beste Filmmusik“ (Drama/Komödie)

## Weitere Verfilmungen
- The Bridge of San Luis Rey (1929) von Charles Brabin mit Lili Damita (als Camila), Ernest Torrence (als Onkel Pio) und Henry B. Walthall (als Bruder Juniper)
- The Bridge of San Luis Rey (1958) von Robert Mulligan mit Viveca Lindfors (als „La Perichole“) sowie Hume Cronyn, Judith Anderson und Theodore Bikel
- The Bridge of San Luis Rey (1959) von Peter Potter mit Diane Cilento (als Camila), Mogens Wieth (Onkel Pio) sowie Jill Balcon, Peter Bayliss und Stella Bonheur
- Die Brücke von San Luis Rey (2004) von Mary McGuckian mit Pilar López de Ayala (Camila), Harvey Keitel (Onkel Pio), Gabriel Byrne (Bruder Juniper)